# 平海丘氏
平海丘氏（ピョンヘグし、평해구씨）は、朝鮮の氏族の一つ。本貫は慶尚北道蔚珍郡平海邑である。2015年調査では15,297人である。

## 歴史
始祖は、中国唐の将軍の丘大林である。丘大林は、663年に唐から使臣として日本に行っている途中に日本海で難破、慶尚北道月松亭付近に漂着、海岸の南側の美浦に定住した。丘大林の住んでいたところを、丘尾津と呼ぶ。始祖の墓地は、慶尚北道蔚珍郡箕城面黄堡里に所在しており、子孫は、毎年旧暦3月15日に始祖の墓で春享祭を奉行している。
丘大林以降の世系は失伝し、高麗恭愍王と李芳実と一緒に、紅巾の乱を討伐して功臣に策勲されて民部典書に上がっ丘宣赫を一世祖とする。丘宣赫の息子丘天雨が高麗恭譲王時の版図判書を務め、丘天雨の息子丘春浩、丘春景、丘春瑞、丘春甫4兄弟がすべて官職を務めて栄えた。
丘春浩の孫丘従直が1444年に文科に合格して、工曹判書と左賛成を務めた。丘従直の息子丘達孫は、1465年に文科に合格して直提学を務めており、丘達孫の弟丘夙孫も1474年に文科に合格して吏曹佐郎を務めた。
丘春甫の孫丘致崑は1464年に文科に合格して左部承旨・漢城府右尹を経て、大司憲になった。丘致崑の弟丘致岡も1453年に文科に合格して司憲府執義を務めた。丘致岡の息子丘永安は1469年に生員試と進士試に合格したが、官職に進まなかった。

### 黄氏の記録との相違
平海丘氏側では丘大林が朝鮮半島に来たのは663年唐から日本に向かう途中としているが、平海黄氏の記録は黄洛と丘大林が一緒に西暦28年（中国後漢時代）に交阯郡（ハノイ）に行く途中だとしている。

## 集姓村
- 忠清南道舒川郡
- 忠清南道扶余郡玉山面大徳里
- 慶尚北道英陽郡英陽邑化川里
- 慶尚北道尚州市

## 人物
- 丘徳煥 - 医師、国会議員。
- 丘秉朔 - 高麗大学法学専門大学院名誉教授、アジア工法研究所理事長。
- 丘仁煥 - 小説家。

## 人口
- 1985年2,608世帯10,560人
- 2000年4,128世帯13,176人
- 2015年15,297人[1]